# Relaciones Palestina-Rusia
Las relaciones bilaterales entre el Estado de Palestina y Rusia (y antes de 1991, la Unión Soviética) tienen una historia compleja, profundamente entrelazada con las relaciones rusas y soviéticas con la empresa israelí, el nacionalismo palestino y los movimientos de liberación nacional del Tercer Mundo. Entre 1956 y 1990, las relaciones soviético-palestinas fueron parte de la confrontación soviético-estadounidense en curso.

## Historia
El emir de Palestina, Zahir al-Umar, invadió el Emirato del Líbano con los rusos en la década de 1770. Beirut fue ocupada más de una vez antes de que los Otomanos restablecieran el control.
Después de la Revolución rusa de 1917, que puso a Vladimir Lenin y al Partido Comunista de la Unión Soviética en el poder, la Unión Soviética se estableció como un estado socialista. En 1930, el Comité Ejecutivo de la Internacional Comunista describió al sionismo como "la expresión de los esfuerzos de explotación y opresión de gran poder de la burguesía judía". Además, al Partido Comunista de Palestina, fundado por inmigrantes judíos en 1919, al ser admitido en la Comintern, se le recomendó firmemente que "apoyara la libertad nacional de los países árabes" contra la ocupación británica-sionista". Pero aun así, el Partido Comunista de Palestina tenía poco poder político. Además, la Unión Soviética bajo Joseph Stalin tenía poco Impacto en la política de Oriente Medio.
Sin embargo, cuando concluyó la Segunda Guerra Mundial, la Unión Soviética emergió como uno de los vencedores y se convirtió en una superpotencia. La URSS votó a favor del Plan de Partición de Palestina de las Naciones Unidas en 1947.
La Unión Soviética fue el primer estado en reconocer al estado de Israel de iure tres días después de la Declaración de Independencia el 17 de mayo de 1948.
Desde finales de 1944 hasta 1948 y aún Más tarde, José Stalin adoptó una política exterior pro-sionista, aparentemente creyendo que el nuevo país se volvería socialista (como los gobiernos de izquierda habían dirigido el país durante varias décadas) y aceleraría el declive de la influencia británica en el Medio Oriente.
El gobierno soviético fue muy cauteloso con la Organización para la Liberación de Palestina (OLP) (fundada en 1964) y el partido Fatah (fundado en 1958) durante la década de 1960. El gobierno soviético no estaba contento con los dos primeros líderes de la OLP. Sin embargo, la Unión Soviética estableció algún contacto con la dirección de la OLP en 1964; en 1965, establecieron contactos con la Unión General de Estudiantes Palestinos y la Unión General de Mujeres Palestinas. Poco después, en 1969, Yasser Arafat se convirtió en presidente de la Unión de Liberación de Palestina.
En la década de 1970, con la pérdida de la influencia soviética en Egipto, la Unión Soviética buscó mejorar las relaciones con los militantes palestinos, y se proporcionaron armas y entrenamiento soviéticos a los grupos militantes.
La KGB era responsable de armar y entrenaba a la mayoría de los grupos militantes. La KGB decidía qué grupos debían recibir el dinero y las armas. En 1972, los soviéticos habían declarado al movimiento palestino como la vanguardia del movimiento de liberación árabe. En el verano de 1974, se abrió una embajada de la OLP en Moscú. Durante este tiempo, Yasser Arafat se dirigió a las Naciones Unidas y pronto se le concedió a la OLP el estatus de observador en la ONU en 1974. En 1975, la Unión Soviética patrocinó y votó a favor de la Resolución 3379 de la Asamblea General de las Naciones Unidas, que equiparaba el sionismo con el racismo, pero invirtió esta posición cuando ambos patrocinaron y votaron a favor de la Resolución 4686 en 1991.
En marzo de 1985, Mijaíl Gorbachov asumió el poder y puso en marcha sus programas de glasnost y perestroika, que dieron lugar a muchos cambios. La Unión Soviética comenzó a reducir su apoyo al Tercer Mundo y a otros movimientos guerrilleros de izquierda. y los instó a abrazar la reconciliación. La URSS también alentó (aunque sin éxito) a Yasser Arafat y a la OLP a reconocer a Israel antes de la Declaración de Independencia Palestina del 15 de noviembre de 1988 en Argel, Argelia.
Durante y después de la disolución de la Unión Soviética a principios de los años 1990, Rusia comenzó a mejorar sus relaciones con Israel, que se habían cortado tras la guerra de los Seis Días.
Durante la guerra del Golfo, a principios de 1991, muchos elementos de la OLP, junto con Arafat, habían apoyado a Saddam. El aislamiento diplomático provocó que la Unión Soviética se volviera más hostil. La Unión Soviética se disolvió en diciembre de 1991, unos meses después del golpe de agosto. La OLP había simpatizado con los golpistas, lo que enfureció mucho a Gorbachov y a los dirigentes soviéticos.[cita requerida] Esto provocó que el gobierno soviético abandonara su apoyo a la OLP. Como resultado, la OLP inició conversaciones de paz con Israel en 1991. Estos acontecimientos, junto con la creciente tendencia islamista en la sociedad y la militancia palestinas, debilitaron a los grupos militantes palestinos prosoviéticos, la mayoría de los cuales habían adoptado una línea marxista-leninista dura.

## Relaciones actuales

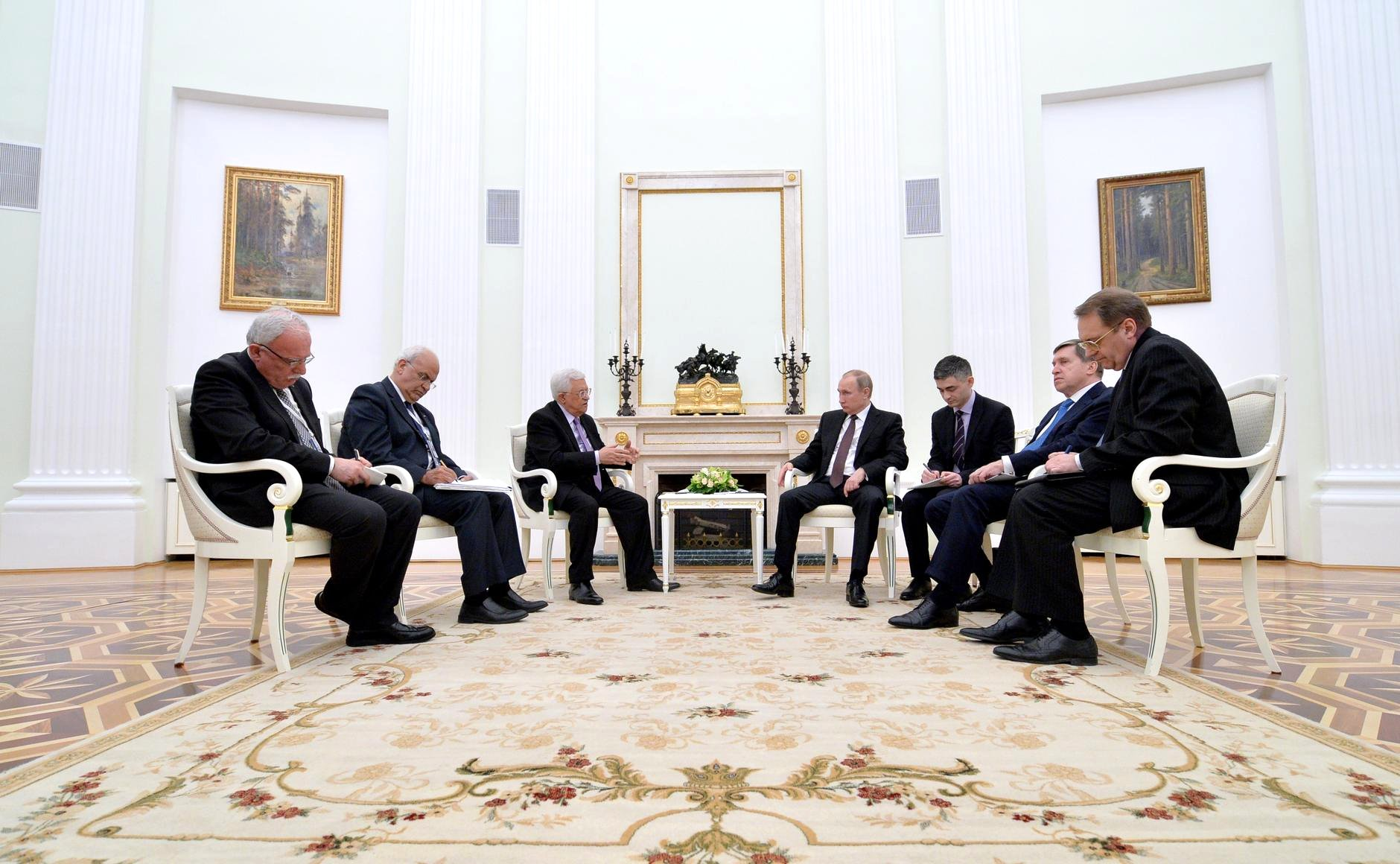
Mahmoud Abbas y Vladímir Putin. 18 de abril de 2016 en Kremlin.

Tras la caída de la Unión Soviética, la recién creada Federación Rusa siguió apoyando a los militantes, aunque de forma algo limitada.
Rusia votó a favor de los Acuerdos de Oslo en 1993. Yasser Arafat fue un visitante frecuente de Moscú durante la década de 1990 hasta 2001. Militantes palestinos entrenados por Rusia participaron en la Primera y la Segundas Guerras Chechenas bajo el mando de los Mujahideen Árabes en Chechenia.
Con su ascenso al poder después de la Muerte de Arafat en 2004, Mahmoud Abbas cultivó conexiones con Rusia. Subrayando esto, Abbas obtuvo su título en la Universidad Patrice Lumumba en Moscú, donde había obtenido su título de Candidato de Ciencias (el equivalente soviético de un PhD). Abbas ha seguido visitando Rusia y se ha reunido con dirigentes rusos en varias ocasiones.
En marzo de 2006, tras la victoria de Hamás en las elecciones legislativas palestinas de 2006, que tuvieron lugar ese mismo año, comenzaron las conversaciones entre Rusia y Hamás, cuando el ministro de Asuntos Exteriores ruso, Sergei Lavrov, se reunió con el líder de Hamás, Khaled Meshaal, para hablar del futuro del proceso de paz entre Israel y Palestina (Hamás había obtenido la mayoría de los escaños en el Consejo Legislativo de la Autoridad Nacional Palestina). Antes de la reunión, en una entrevista el 10 de febrero de 2006, el presidente ruso Vladímir Putin, según el periodista de Kommersant Andrey Kolesnikov y un miembro del parlamento español, dijo que no considera a Hamás una organización que luche por la libertad. Esto a pesar de la carta de Hamás que enfatiza la yihad. Durante las conversaciones de marzo de 2006, Lavrov pidió a Hamás que cumpliera los compromisos anteriores firmados por la OLP y reiteró esos requisitos. Hamás prometió respetar "la autoridad y competencias" de Abbas. En una entrevista en el diario austriaco Kurier, el alto funcionario de Hamás Aziz Dweik respondió a la pregunta de si una solución de dos estados era factible: "Si Israel cambia sus actitudes hacia los palestinos, si hace algo tan sencillo como suavizar su práctica de ocupación, todo cambiaría. Israel tiene que dar el primer paso". El 7 de marzo de 2006 Rusia expresó su esperanza de que Hamás considerara apoyar la Hoja de ruta para la paz y el Iniciativa de Paz Árabe|propuesta de Arabia Saudita] Arabia Saudita." La invitación y las conversaciones provocaron controversia en relación con el cambio de opinión de Rusia sobre el conflicto israelí-palestino. Los comentaristas de Estados Unidos, especialmente los neoconservadores, cuestionaron esta afirmación.[cita requerida]
Rusia criticó la Guerra de Gaza (2008-2009) y condenó las acciones israelíes. Además de 60 toneladas de ayuda consistente en tiendas de campaña, medicinas y alimentos, el presidente Medvédev ordenó que se enviara ayuda humanitaria adicional a los palestinos. Rusia continúa apoyando la creación de un Estado palestino para lograr una paz duradera en Medio Oriente. [cita requerida]

Palestina tiene gobiernos separados en la Faja de Gaza (Hamás) y la Cisjordania (Fatah) después de una breve guerra civil toma de Gaza por parte de Hamás en 2007. Tras una reunión entre el ministro de Asuntos Exteriores de Rusia Sergei Lavrov y el ministro de Asuntos Exteriores palestino Riyad al-Maliki (Fatah) el 9 de diciembre de 2009, tanto Rusia como Palestina han dicho que sus relaciones son cercanos y amistosos y que Rusia continuará ayudando a Palestina en todos los campos. El 26 de enero de 2010, Mahmoud Abbas se reunió con el presidente ruso Dmitry Medvédev para discutir la situación en el Medio Oriente.El presidente Medvédev dijo que, si bien se han logrado algunos avances en la paz, aún no se ha resuelto el problema. El presidente Medvédev dijo que espera utilizar la influencia de Rusia para resolver el conflicto de Oriente Medio. También mencionó los vínculos amistosos, profundos y de larga data entre Rusia y el Palestina. El 19 de marzo de 2010, el Cuarteto para Oriente Medio, integrado por la Unión Europea, Rusia, los Estados Unidos y las Naciones Unidas pidieron que se reanudaran las conversaciones de paz entre Israel y Palestina. El Cuarteto también pidió a Israel que congelara la construcción de asentamientos y reanudara las conversaciones de paz con Palestina. Después del ataque a la flotilla de Gaza el 31 de mayo de 2010, el presidente ruso Dmitry Medvédev pidió una investigación exhaustiva incidente y dijo que, en cualquier caso, las muertes de personas son irreversibles. El primer ministro Vladímir Putin condenó el ataque y expresó su preocupación por el hecho de que se llevó a cabo en aguas internacionales. El 8 de junio, Putin condenó los actos y pidió que se investigaran especialmente, sobre todo porque ocurrieron en aguas internacionales. En una rara muestra de unidad, los Ministerios de Asuntos Exteriores de Rusia y la UE adoptaron una declaración conjunta sobre el ataque a la flotilla, que se correlaciona con la actividad del Consejo de Seguridad de la ONU en la situación. Rusia El Ministerio de Asuntos Exteriores (Rusia) expresó además su "condena y profunda preocupación" por el incidente y pidió una investigación completa. En el documento se afirma que "el uso de armas contra civiles y la detención de buques en alta mar sin ningún fundamento legal constituyen una grave violación de las normas jurídicas internacionales generalmente aceptadas". El jefe del Ministerio de Asuntos Exteriores de la Federación Rusa, El Comité de Asuntos Exteriores de la Duma, Konstantin Kosachev, convocó una "reunión urgente" del Cuarteto de Oriente Medio para discutir el incidente.[cita requerida] El 28 de abril de 2011 después de que las facciones palestinas rivales Fatah y Hamás firmó un acuerdo (finalmente incumplido) para formar un gobierno de unidad nacional antes de las elecciones nacionales, dijo el Ministerio de Asuntos Exteriores ruso. El portavoz de la ONU, Alexei Sazonov, dijo que Rusia estaba satisfecha con el hecho de que los palestinos pudieran llegar a un acuerdo y que Rusia esperaba que con la implementación del acuerdo haya esperanzas de paz en Oriente Medio. También dijo que Rusia siempre apoya a los palestinos. aspiraciones nacionales del pueblo palestino.

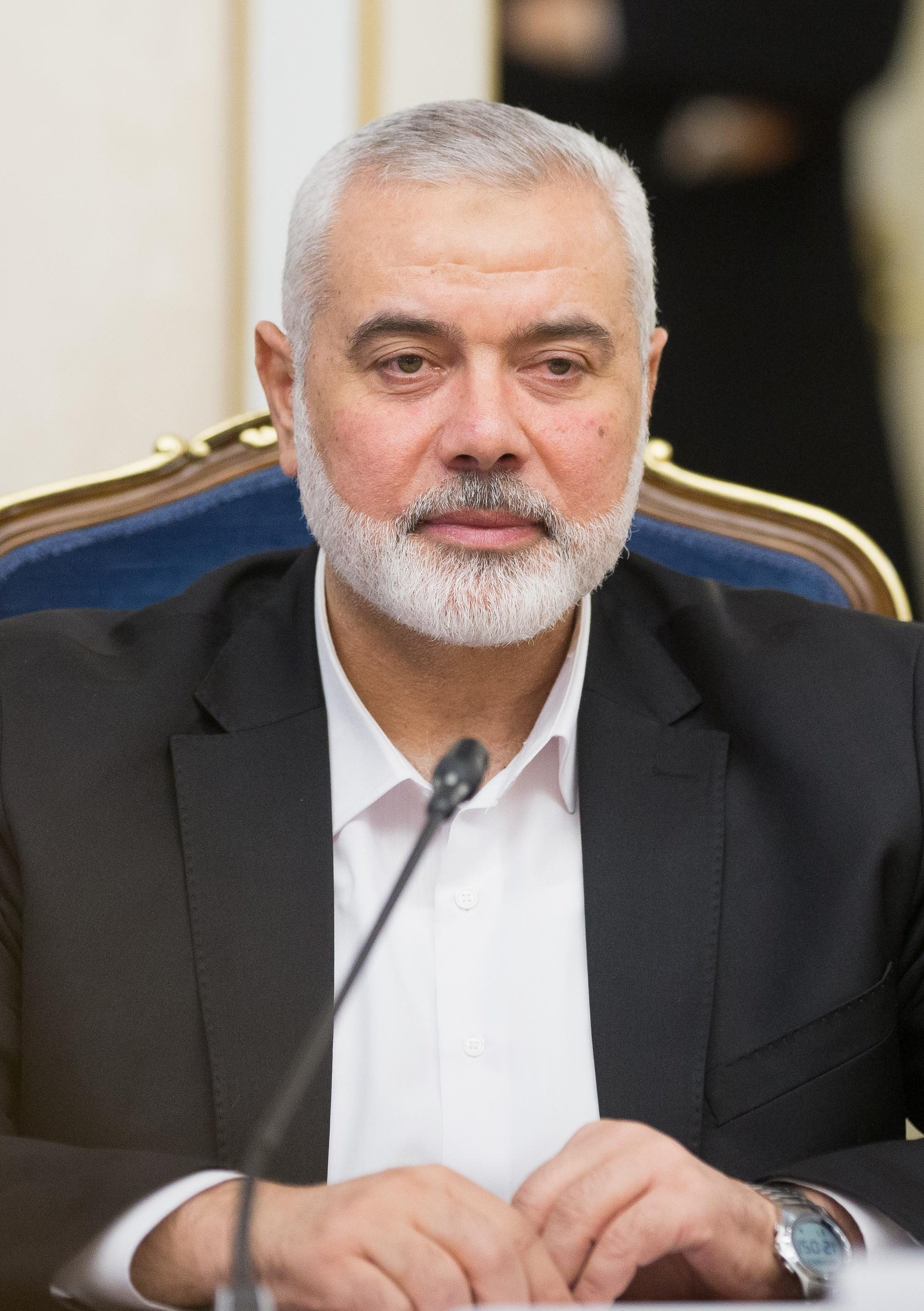
El líder de Hamás Ismail Haniyeh en una reunión en Moscú en 2020.

El 27 de noviembre de 2011, el presidente ruso Medvédev envió al presidente palestino Abbas una carta oficial de apoyo a la creación de un Estado palestino.
Durante la Operación Pilar Defensivo de noviembre de 2012 En la Franja de Gaza, el Ministro de Asuntos Exteriores ruso Sergei Lavrov pidió el fin de la violencia después de una reunión celebrada con los ministros de Asuntos Exteriores de los países árabes del Golfo en Riad. El portavoz del Ministerio de Asuntos Exteriores, Alexander Lukashevich, dijo: "Los ataques al sur de Israel, así como el bombardeo desproporcionado de Israel, son totalmente inaceptables. Después de una conversación telefónica entre el Presidente Putin y Netanyahu, el servicio de prensa presidencial dijo que "el Presidente de Rusia pidió a las partes que ejerzan moderación y eviten el camino de la escalada de violencia, cuyas víctimas incluyen civiles, y que hagan todo lo posible para que la situación vuelva a su curso normal". El 29 de noviembre de 2012, Rusia votó a favor de la Resolución 67/19 de la Asamblea General de las Naciones Unidas sobre la mejora del Palestina a la condición de Estado observador no miembro en las Naciones Unidas. Durante el conflicto entre Israel y Gaza de 2014, el presidente ruso Vladímir Putin telefoneó al primer ministro israelí, Benjamin Netanyahu, para instarlo a detener la operación en Gaza que “condujo [sic] a múltiples muertes entre los civiles”. Agregó que "la conversación fue solicitada por la parte israelí". En una conversación telefónica con el primer ministro israelí Benjamin Netanyahu el 23 de julio, el presidente ruso Vladímir Putin dijo que más combates en Gaza conducirán a un dramático deterioro de la situación humanitaria y a más víctimas y sufrimiento entre la población civil. Putin subrayó que "no hay alternativa al alto el fuego y a un arreglo político" y reiteró su disposición a "facilitar los esfuerzos de mediación y la aplicación de iniciativas de paz, incluso en el marco de la ONU". El Presidente del Comité de Asuntos Exteriores del Consejo de la Federación, en la cámara alta de la Parlamento ruso, Mijaíl Margelov, dijo que Rusia está dispuesta a facilitar la reconciliación entre Palestina e Israel. También afirmó que "es muy importante para nosotros que las partes cumplan con las resoluciones de la ONU. Nuestra posición no ha cambiado: queremos que los pueblos judío y árabe vivan en paz y en armonía. Estamos dispuestos a facilitar el proceso de paz a nivel bilateral y en el marco de las organizaciones internacionales. En el contexto de la operación terrestre en Gaza, la lógica de los acontecimientos prevalece sobre la conveniencia política. En Gaza hay diferentes grupos que no mantienen contactos. La situación no está controlada por un único centro. Esto complica los intentos de encontrar una solución política".
El 25 de julio, el Ministerio de Asuntos Exteriores de Rusia publicó un mensaje en el que pedía un alto el fuego inmediato en Gaza por iniciativa de Egipto, en el que decía: "Los acontecimientos en Gaza suscitan una creciente preocupación. Condenamos la muerte de personas inocentes, principalmente niños, durante el ataque a la escuela de la ONU en Beit-Hanoun".
En octubre de 2022, durante una reunión con Putin en Kazajistán, Abbas desestimó el papel de Estados Unidos en el conflicto israelí-palestino y expresó su deseo de que Rusia desempeñe un papel más central como mediador, lo que provocó críticas de Washington. Un alto diplomático palestino le dijo a Arab News que Rusia "es un gran 
Putin condenó el ataque de Hamás de octubre de 2023 contra Israel que desencadenó la guerra de Israel y Hamás de 2023 y dijo que Israel tenía derecho a defenderse, pero también criticó la respuesta de Israel y dijo que Israel no debería sitiar la Franja de Gaza de la manera en que la Alemania nazi sitió Leningrado. Putin sugirió que Rusia podría ser un mediador en el conflicto.
En diciembre de 2023, el ministro de Asuntos Exteriores de Rusia, Sergei Lavrov, dijo que los objetivos de Rusia de "desmilitarización" y "desnazificación" en Ucrania eran similares a los objetivos declarados de Israel de derrotar a Hamás y al extremismo en Gaza.
El 25 de julio, el Ministerio de Asuntos Exteriores de Rusia publicó un mensaje en el que pedía un alto el fuego inmediato en Gaza por iniciativa de Egipto, en el que decía: "Los acontecimientos en Gaza suscitan una creciente preocupación. Condenamos la muerte de personas inocentes, principalmente niños, durante el ataque a la escuela de la ONU en Beit-Hanoun".
En octubre de 2022, durante una reunión con Putin en Kazajistán, Abbas desestimó el papel de Estados Unidos en el conflicto israelí-palestino y expresó su deseo de que Rusia desempeñe un papel más central como mediador, lo que provocó críticas de Washington. Un alto diplomático palestino le dijo a Arab News que Rusia "es un gran 
Putin condenó el ataque de Hamás de octubre de 2023 contra Israel que desencadenó la guerra de Israel y Hamás de 2023 y dijo que Israel tenía derecho a defenderse, pero también criticó la respuesta de Israel y dijo que Israel no debería sitiar la Franja de Gaza de la manera en que la Alemania nazi sitió Leningrado. Putin sugirió que Rusia podría ser un mediador en el conflicto.
En diciembre de 2023, el ministro de Asuntos Exteriores de Rusia, Sergei Lavrov, dijo que los objetivos de Rusia de "desmilitarización" y "desnazificación" en Ucrania eran similares a los objetivos declarados de Israel de derrotar a Hamás y al extremismo en Gaza.